# Tripoli Shrine Temple (Milwaukee)
Der Tripoli Shrine Temple in Milwaukee, Wisconsin,  ist die Versammlungsstätte der freimaurerischen Shriners in Milwaukee und Umgebung. Das nach dem Vorbild des Taj Mahal und nach nordafrikanischen Vorbildern gestaltete orientalisierende Bauwerk wurde nach zweieinhalbjähriger Bauzeit am 14. Mai 1928 seiner Bestimmung übergeben. Für die Architektur zeichnete die Firma Clas, Shepard & Clas verantwortlich. Die Gesamtkosten des durch Spenden finanzierten Baus betrugen etwa $ 750.000. Das markante Gebäude mit seiner charakteristischen Kuppel ist im National Register of Historic Places eingetragen und gilt als eines der Wahrzeichen von Milwaukee.